# Nikolaj Markussen
Nikolaj Rømer Berg Markussen, né le 1er août 1988 à Helsinge (Danemark), est un handballeur danois particulièrement connu pour sa taille (2,12 m). Il évolue au poste de arrière gauche. Avec l'équipe du Danemark, il est notamment champion d'Europe en 2012 puis champion du monde en 2019.

## Carrière
Nikolaj Markussen commence sa carrière professionnelle au Nordsjælland Håndbold. Du fait notamment de sa taille, il se fait très vite remarquer et est élu meilleur arrière gauche du championnat du monde junior en 2009, si bien que dès octobre 2009, il signe un contrat pour le BM Ciudad Real à compter de la saison 2011-2012. S'il rejoint bien le club espagnol en 2011, celui-ci s'appelle désormais BM Atlético Madrid. Markussen réalise de bons matchs, mais les difficultés financières perdurent dans le club madrilène et, à la surprise générale et alors que le club devait disputer les quarts de finale de la Ligue des champions, il prend la direction en mars 2013 du club qatari d'El Jaish SC. Puis en 2014, il retourne au Danemark, tout d'abord Skjern Håndbold pour une saison puis au Bjerringbro-Silkeborg.
En 2020 il s'engage pour le club hongrois du Veszprém KSE.

## Palmarès

### En club
Compétition internationales
- Finaliste de la Ligue des champions en 2012
- Super Globe (1) : 2012
  - Finaliste en 2011

Compétition nationales
- Vice-champion d'Espagne en 2012 et 2013
- Coupe d'Espagne (2) : 2012, 2013
- Supercoupe d'Espagne (1) : 2011-12

### En équipe nationale
championnats du monde
- Médaille d'argent au championnat du monde 2013,  Espagne
- Médaille d'or au championnat du monde 2019,  Danemark et  Allemagne

championnats d'Europe
- Médaille d'or au championnat d'Europe 2012,  Serbie

Jeux olympiques
- 6e place aux Jeux olympiques de 2012 à Londres

Autres
- Médaille d'argent au championnat du monde junior en 2009,  Égypte

### Distinctions individuelles
- élu meilleur arrière gauche du championnat du Danemark 2009-2010
- élu meilleur arrière gauche du championnat du monde junior 2009